# Bamberger Basketball
Il Bamberger Basketball, conosciuto anche come BMA365 Bamberg Baskets per motivi di sponsorizzazione, è un club di pallacanestro tedesco con sede a Bamberga, in Alta Franconia, nel Bundesland della Baviera. Ha vinto il suo primo titolo nel 2005 ed è stata la prima squadra tedesca ad entrare nelle top 16 in Eurolega.

## Storia
A partire dal 1953, l’insegnante di educazione fisica Bert Peßler insegnò agli studenti di Bamberga le basi della pallacanestro; nel 1955, su iniziativa di Winfried Potrykus, fu fondata una sezione di basket all’interno della società polisportiva del 1. FC 01 Bamberg. Nel 1962, l’1. FC Bamberg fu promosso nella Bayernliga e nel 1969 nella Oberliga, quella che all'epoca era la seconda divisione della pallacanestro in Germania.

### Anni settanta
Nel 1970, l’1. FC 01 Bamberg, sotto la guida dell’allenatore Werner Hartmann, fu promosso per la prima volta nella Basketball-Bundesliga. La squadra si era imposta negli spareggi promozione contro il BC Darmstadt.
La prima partita in  Bundesliga della storia del club si disputò il 6 settembre 1970 in casa dell’USC München, ma i bamberghesi persero per 59-87. Anche la prima partita casalinga in Bundesliga fu persa: 73-75 contro il Grün-Weiß Frankfurt. L’incontro si giocò nella gremita John-F.Kennedy-Halle. Alla giornata successiva, contro il TSV 1860 München, arrivò la prima vittoria dopo la promozione. Allenatore nel primo anno in Bundesliga fu il sergente Robert Lewis, di stanza presso una base dell’esercito statunitense; il miglior realizzatore dell’FC in quella stagione, conclusa al quinto posto in classifica, fu il connazionale di Lewis, Jim Wade. All’epoca, la squadra era finanziata da sostenitori e dagli incassi della vendita dei biglietti.
Nel secondo anno in Bundesliga (1971-72), i bamberghesi per la prima volta raggiunsero la fase finale della massima serie tedesca, venendo però eliminata nel secondo girone. Nella stagione 1972-73, sotto la guida di Ludovit Karpil, subentrato al rientrato in patria Lewis, il Bamberg arrivò alle semifinali della Bundesliga, venendo però eliminato dal MTV Gießen. Anche in coppa la squadra raggiunse il traguardo delle migliori otto squadre, ma l’avventura terminò con la sconfitta contro l’ASV Köln.
Nel 1976, Wade, giocatore simbolo dei primi anni bamberghesi in Bundesliga, lasciò il club. Al suo posto fu ingaggiato Ljubodrag Simonović, nazionale jugoslavo, che nella stagione regolare 1976-77 guidò la classifica marcatori della Bundesliga e alla prima giornata mise a segno 55 punti, stabilendo un nuovo record assoluto per la lega. Nel 1977, l’ex nazionale Holger Geschwindner passò al Bamberge rimase un pilastro della squadra fino alla retrocessione arrivata al termine della stagione 1978-79. La salvezza sfumò nonostante le ottime prestazioni di Geschwindner e dell’americano Kennith Sweet, arrivato nel 1978 e rimasto per molti anni nella squadra. La retrocessione fu sancita da una sconfitta per 79-81 contro il Post SV Bayreuth.

### Anni ottanta
Dopo che nelle stagioni 1979-80 e 1980-81 la squadra si era piazzata nelle posizioni di vertice della 2. Bundesliga, ma aveva mancato in entrambe le occasioni la promozione, nel 1982 arrivò il ritorno in massima serie trdesca. Il Bamberg si era classificato secondo nella 2. Bundesliga Sud, ma vinse il titolo a tavolino dopo che fu tolto al TuS PAM Aschaffenburg. L’allenatore della promozione, Rudolf Lorber, poteva contare sull’americano Kennith Sweet, giocatore di spicco, e su colonne della squadra come Bernd Ziegmann e Jürgen Becher.
Dopo la promozione in Bundesliga, il club richiamò come allenatore Ludovit Karpil, che inizialmente non intendeva confermare Sweet. L’americano finì però per giocare e come nell’anno della promozione, anche nella Bundesliga 1982-93, Sweet, fu il miglior realizzatore della squadra, ma ciò non bastò per salvarsi: la retrocessione fu sancita da una sconfitta esterna, nell’ultima giornata del girone salvezza, contro l’MTV Wolfenbüttel.
Nella stagione 1983-84 della 2. Bundesliga, sotto la guida di Dirk Dunbar, il Bamberg conquistò nuovamente la promozione immediata nella massima serie. In quella stagione, il Bamberg raggiunse anche le semifinali della Coppa di Germania.
Negli anni successivi alla promozione, la squadra non solo riuscì a tenersi lontana dalla zona retrocessione, ma nella stagione 1986-87, con l’allenatore Dan Palmer (subentrato a novembre 1986 a “Pablo” Hartmann), arrivò addirittura in semifinale per il titolo tedesco. Nella serie dei finali riuscì ad imporsi in gara-1, in trasferta, contro il campione in carica del Bayer Leverkusen, ma perse le due sfide successive, e fu poi sconfitta anche nelle finali per il terzo posto contro il Gießen. In quella stagione, Palmer poté contare sull’americano Ralph McPherson, considerato uno dei migliori giocatori stranieri ad aver mai indossato la maglia dell’1. FC Bamberg, e sul sempre determinante Kennith Sweet.
Alla vigilia della stagione 1987/88, la società e Palmer non raggiunsero un accordo, e per la panchina fu scelto l’ex stella Ljubodrag Simonović. Quest’ultimo, però, dovette rinunciare a diversi protagonisti della stagione precedente, tra cui McPherson. L’esperienza di Simonović come allenatore fu negativa, e nel corso della sua prima stagione lasciò l'incarico. Il dirigente Hans Herbst assunse ad interim la guida tecnica. A ciò si aggiunsero i problemi economici: il club principale, l’FC Bamberg, dichiarò bancarotta (senza colpe dirette della sezione basket). Il 10 febbraio 1988, i cestisti bamberghesi fondarono il TTL Basketball Bamberg, club che inglobò tutte le squadre precedenti. Il nuovo nome TTL (acronimo di Tapeten-Teppichboden-Land) derivava dalla collaborazione con una catena specializzata in articoli di arredamento per interni, che fungeva da sponsor finanziario e nominale.
Nel 1988, la panchina fu affidata a Terry Schofield, reduce da un’esperienza vincente a Göttingen . Nel suo primo anno a Bamberga, però, fu protagonista di un episodio controverso: dopo una vittoria, festeggiò spostandosi di locale in locale, e, secondo le sue stesse parole, per questo motivo gli fu minacciato il licenziamento.

### Anni novanta
Nel 1992 arrivò il primo trionfo nazionale nel settore maschile grazie alla vittoria della Coppa di Germania. Nella Bundesliga 1992-93, per la prima volta nella storia del basket bamberghese, la squadra raggiunse la serie finale per il titolo di campione di Germania, perdendo però per 3-1 contro il Bayer Leverkusen. La stagione 1993-94 si concluse con il primo posto nella classifica della 1. Bundesliga Sud e con l’accesso alla semifinale, dove però il Bamberg fu sconfitto con un netto 3-0 dal Brandt Hagen. Ciononostante, come sottolinearono anche i cronisti, il Bamberg, sotto la guida di Schofield era stato l’unica squadra negli ultimi cinque anni a raggiungere regolarmente le semifinali, confermando il proprio ruolo come una delle forze trainanti del basket tedesco.
A metà dicembre 1994, Schofield crollò durante una partita contro l'Ulm a causa di problemi circolatori,  fu costretto a lasciare l’incarico e, su consiglio dei medici, a prendersi una pausa dalla pallacanestro. L’assistente di Schofield, Ken Scalabroni, fu promosso capo allenatore dopo l’addio del tecnico.
Dal 1995, con l’ingresso come sponsor della compagnia assicurativa uniVersa Versicherungen, la denominazione della squadra fu ampliata in TTL uniVersa Bamberg.
Nel 1999, Wolfgang Heyder assunse vari incarichi dirigenziali nella squadra, operando come direttore sportivo e, per gran parte del tempo, anche come direttore generale, esercitando nei successivi 15 anni un’influenza determinante sulla squadra di Bamberg. Dopo alcuni problemi finanziari, nel 2000 la permanenza del basket bamberghese nella Bundesliga fu salvato dall’ingresso del nuovo sponsor principale TSK. La squadra assunse così la denominazione di TSK uniVersa Bamberg.

### L'era Bauermann (2001-2008)
Nella stagione 2001/02, Dirk Bauermann — che all’inizio degli anni ’90, alla guida del TSV Bayer 04 Leverkusen, aveva conquistato sette titoli di campione di Germania e quattro Coppe nazionali — era diventato il nuovo allenatore della squadra di basket di Bamberg. Il club arrivava da tre stagioni poco brillanti in campionato, nelle quali non aveva ottenuto risultati di rilievo. Con Bauermann, la squadra riuscì a qualificarsi nuovamente per i playoff nella sua prima annata. Già nella stagione successiva, 2002-03, centrò per la prima volta dal 1993 l’accesso alla serie finale dei playoff per il titolo tedesco. Dieci anni dopo aver perso contro il Leverkusen, allenato all'epoca proprio da Bauermann, questa volta la sconfitta arrivò contro l’allora dominatrice del campionato, l'Alba Berlino.
Nel 2003, divergenze tra lo sponsor principale e il club misero a rischio la permanenza in Bundesliga. L’ingresso del nuovo sponsor GHP Holding e il conseguente cambio di nome in GHP Bamberg permisero però alla squadra di proseguire il proprio percorso di crescita: nella semifinale playoff della stagione 2003-04, il Bamberg riuscì a battere, in una serie combattutissima di cinque partite, i campioni in carica dell’Alba Berlino. Il titolo, però, sfumò nuovamente in finale, persa anch’essa in cinque partite contro gli Opel Skyliners. L’anno successivo arrivò però la rivincita: nella riedizione della finale dell’anno precedente, il Bamberg sconfisse in cinque gare i campioni in carica di Francoforte, conquistando così il titolo della Bundesliga 2004-05, il primo campionato tedesco della propria storia.
Tra i giocatori simbolo di quella squadra figuravano il nazionale tedesco Steffen Hamann e gli statunitensi naturalizzati Rick Stafford e Chris Ensminger. Con la vittoria del campionato, il Bamberg si qualificò per la prima volta alla massima competizione europea per club, l’Eurolega, nella stagione 2005-06, diventando anche la prima squadra tedesca della storia recente (dal 2000 in poi) a raggiungere la Top 16, ovvero la seconda fase a gironi. Nella Coppa di Germania 2006, disputato in casa, perse la finale contro l’Alba Berlino e, nelle semifinali playoff della Bundesliga 2005-06, fu sconfitta di misura, per 3-2, dai RheinEnergie Colonia, non riuscendo così a difendere il titolo.
All’inizio della stagione 2006-07, il club cambiò nome in Brose Baskets, in seguito all’arrivo del nuovo sponsor principale Brose Fahrzeugteile. In quella stagione, la squadra si riprese il titolo nazionale battendo in finale gli Artland Dragons; Casey Jacobsen, che poco dopo sarebbe tornato in NBA, fu nominato MVP della serie. Nei playoff della stagione 2007-08, però, il Bamberg uscì già al primo turno. Una settimana dopo, l’allenatore Dirk Bauermann annunciò le proprie dimissioni, scegliendo di concentrarsi esclusivamente sul ruolo di commissario tecnico della nazionale tedesca maschile, incarico che ricopriva dal 2003. Alla decisione contribuirono sia il deludente risultato sportivo, sia le pressioni esercitate dalla lega e dalla federazione tedesca (DBB) per separare i ruoli di allenatore di un club di Bundesliga e di tecnico della nazionale.

### Era Fleming (2008-2014)
Come nuovo capo allenatore e successore, fu ingaggiato Chris Fleming dagli Artland Dragons. Insieme al 38enne tecnico statunitense arrivò anche il suo storico assistente Arne Woltmann, trasferitosi da Quakenbrück al Brose Baskets.  Fleming portò in Franconia anche il connazionale John Goldsberry, playmaker dei Dragons. La ricostruzione e il nuovo assetto della squadra, di cui erano rimasti pochi elementi delle precedenti stagioni, come il serbo Predrag Šuput, si rivelarono inizialmente complessi. Nella stagione 2008-09 i Brose Baskets si qualificarono ai playoff solo di misura e, pur raggiungendo la semifinale, furono eliminati dai futuri campioni dell'EWE Baskets Oldenburg, gli stessi che li avevano già estromessi al primo turno un anno prima.
All’inizio della stagione 2009-10 furono ingaggiati il giovane talento Tibor Pleiß e il Casey Jacobsen, MVP delle finali del titolo 2007. Dopo un avvio incerto e il grave infortunio di Goldsberry, arrivò come rinforzo temporaneo lo slovacco Anton Gavel. La stagione si concluse con il quinto posto in classifica. Dopo aver conquistato la BBL-Pokal 2010 battendo in finale, con un solo punto di scarto, i padroni di casa degli Skyliners Frankfurt, i playoff di quella stagione offrirono un’occasione unica: tutte le squadre con vantaggio campo furono eliminate al primo turno, così il Bamberg ebbe il fattore campo sia in semifinale che in finale. Dopo due serie vinte senza sconfitte, i Brose Baskets superarono i Skyliners in cinque partite, conquistando il terzo titolo nazionale, riuscendo per la prima volta nella loro storia a vincere il double campionato e coppa.
Per la stagione 2010-11 il roster fu in gran parte confermato. La squadra dominò la regular season, perdendo solo due partite su 34, e vinse per il secondo anno consecutivo anche la Coppa di Germania, organizzata proprio a Bamberga. In campionato superò agevolmente il Bremerhaven ai quarti, ma in semifinale con gli Artland Dragons soffrì due sconfitte in trasferta, vincendo la serie solo in gara-5. Nella serie finale, giocata contro l' Alba Berlino, i Brose Baskets arrivarono fino alla decisiva gara-5, dove ribaltarono lo svantaggio negli ultimi minuti grazie alle triple di Goldsberry e Roberts, vincendo 72-65. Arrivò così il quarto titolo tedesco e il secondo double consecutivo. MVP delle finali fu Kyle Hines, soprannominato “Karl-Heinz” dai tifosi.
Nel 2011/12, pur perdendo Hines (passato all’Olympiakos), il nucleo principale rimase e fu arricchito da innesti di spessore come Julius Jenkins, Marcus Slaughter e P.J. Tucker (che sarebbe approdato in NBA). Bamberg concluse la regular season al primo posto (30-4) e vinse nuovamente la BBL-Pokal. Nei playoff, dopo un inizio sorprendentemente negativo contro Bonn (prima sconfitta interna dopo 49 partite), superò i quarti per 3-1, vinse 3-0 contro l'Artland in semifinale e si impose 3-0 su Ulm in finale, centrando il terzo double di fila. Al termine della stagione, molti protagonisti lasciarono il club: Pleiß e Slaughter in Spagna, Roberts e Tucker in NBA, Šuput al Cedevita Zagabria.
Nella stagione 2012-13 il nucleo rimasto (Gavel, Jacobsen, Goldsberry, Tadda) fu rinforzato dal nazionale sloveno Boštjan Nachbar, ma la stagione fu segnata da infortuni e rimaneggiamenti. In Eurolega, il Bamberg raggiunse per la prima volta dopo sette anni la Top 16, ma perse tutte le 14 partite della seconda fase. Nella BBL-Pokal 2013 fu eliminato nei quarti dal Bayern Monaco. In campionato concluse al primo posto, con 26 vittorie, la stagione regolare e, dopo aver eliminato Hagen e Bayern nei playoff, vinse con un netto 3-0 la seire finale contro l'Oldenburg, conquistando il quarto titolo nazionale consecutivo.
Nell’ottobre 2013, la Franken 1st Basketball Holding GmbH fu rilevata interamente dallo sponsor Brose. Michael Stoschek divenne presidente del consiglio di sorveglianza della Bamberger Basketball GmbH, con Rolf Beyer vice. Nell'annata 2013-14, la squadra ebbe un rendimento inferiore: uscì presto prima dall'Eurolega ed Eurocup, perse la semifinale di BBL-Pokal 2014 contro l'Alba Berlino e, pur finendo seconda in Bundesliga (28-6), fu eliminata nei quartidi finale dai Dragons. Fleming fu sollevato dall’incarico. Il dirigente Wolfgang Heyder assunse temporaneamente la gestione sportiva, ma a novembre 2014 lasciò anche il settore giovanile. Poco dopo, la dirigenza cessò la collaborazione col direttore generale Marko Beens, sostituito a luglio 2014 da Rolf Beyer, mentre a dicembre 2014 il ruolo di direttore sportivo fu affidato all’italiano Daniele Baiesi.

### Era Trinchieri (2014–2018)
Dopo Chris Fleming, nella stagione 2014-2015 arrivò Andrea Trinchieri, che firmò un contratto triennale con opzione di uscita dopo due stagioni. L’allenatore italiano proveniva dal club di vertice russo UNICS Kazan, con cui aveva raggiunto la finale di Eurocup nella stagione precedente ed era stato nominato “Allenatore dell’anno” della competizione. Insieme a lui arrivarono numerosi nuovi giocatori, tra cui Brad Wanamaker, destinato a diventare il leader del rinnovato roster e MVP della lega nella stagione successiva, 2015/16.
Quella 2014/15 fu inizialmente definita come una stagione di transizione, con aspettative più basse rispetto agli anni precedenti. Tuttavia, con il nuovo stile di gioco imposto da Trinchieri, il Bamberg disputò un’ottima stagione regolare in Bundesliga, chiudendo sorprendentemente al primo posto. Nella BBL-Pokal 2015 raggiunse la finale, persa però per 70-72 contro gli EWE Baskets Oldenburg, squadra ospitante. Nei playoff, i Brose eliminarono senza sconfitte prima il Ludwigsburg e poi in semifinale l'Ulm , per poi battere il Bayern Monaco in una combattuta serie finale, imponendosi in gara-5 e detronizzando i campioni in carica. Nella Eurocup 2014-2015, invece, la corsa si fermò agli ottavi, con due sconfitte contro la Lokomotiv Kuban, fino ad allora imbattuta.
Nella stagione 2015-16, Trinchieri annunciò il prolungamento del contratto di un anno, spostando l’opzione di uscita al 2017-18. Il Bamberg chiuse ancora la regular season della Bundesliga al primo posto e vinse il titolo tedesco con un percorso netto nei playoff, battendo in finale Ulm. Nella BBL-Pokal 2015 superò il Ludwigsburg ma fu eliminato in semifinale dal Bayern Monaco. In Eurolega, il Bamberg raggiunse per la terza volta nella sua storia la Top 16, ottenendo la prima vittoria a questo livello dopo 21 partite, con un netto 96-63 contro lo Žalgiris Kaunas. Mancò però di un soffio l’accesso ai playoff, traguardo mai raggiunto fino ad allora da una squadra tedesca.
Con l’inizio della stagione 2016-17, il club cambiò nome in Brose Bamberg. Perso Wanamaker, la società ingaggiò Fabien Causeur con contratto biennale e opzione di uscita. Trinchieri vinse il BBL-Pokal 2017 a Berlino e, da secondo in regular season dietro Ulm, guidò la squadra a un nuovo percorso netto nei playoff fino al terzo titolo consecutivo e al quarto double della storia del club. In Eurolega, disputata per la prima volta con il nuovo formato a girone unico, Bamberg concluse al 13º posto con 10 vittorie e 20 sconfitte, molte delle quali (12) con scarti minimi entro i sei punti o decise sulla sirena.
Dopo il tris di campionati, Trinchieri rinnovò fino al 2019 con clausola di uscita per il 2018-19. L’estate 2017 fu però segnata da pesanti partenze: Darius Miller e Daniel Theis andarono in NBA, Nicolò Melli, Jānis Strēlnieks e l’MVP delle finali 2017, Fabien Causeur, firmarono con club di Eurolega, e il direttore sportivo Daniele Baiesi — considerato tra gli artefici delle scelte vincenti degli anni precedenti — fu esonerato e passò al Bayern Monaco, rivale diretto. Trinchieri dovette così ricostruire la squadra per la stagione 2017/18.

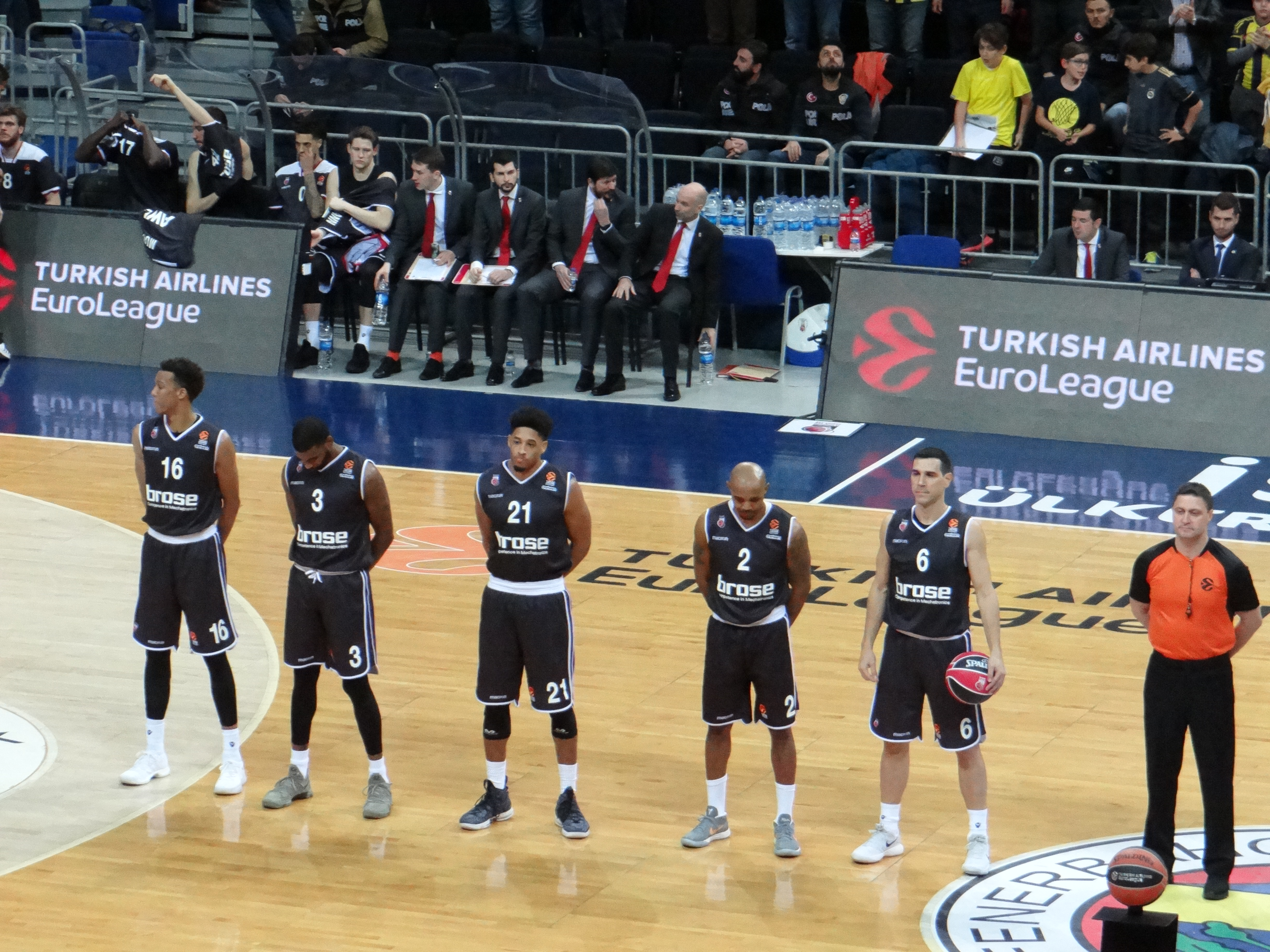
il quintetto del Brose Bamberg durante l' EuroLeague 2017-18.

Il presunto colpo di mercato Quincy Miller si rivelò presto deludente e fu rilasciato. La squadra faticò a trovare amalgama e subì molte sconfitte in Bundesliga, anche a causa degli infortuni di lunga durata di Luka Mitrović, Bryce Taylor, Elias Harris e Patrick Heckmann. Lo stesso Trinchieri dovette sottoporsi a un’operazione alla spalla e fu sostituito per alcune settimane dall’assistente Ilias Kantzouris. A fine gennaio 2018, il Bamberg fu eliminato ai quarti di Coppa contro il Bayern dopo un overtime (101-97).
Dopo appena tre vittorie nelle ultime 15 partite, il 19 febbraio 2018 Trinchieri fu esonerato poco dopo il suo ritorno in panchina. La squadra fu affidata provvisoriamente a Kantzouris fino alla nomina di un nuovo allenatore.

### Il breve periodo di Luca Banchi
All’inizio di marzo 2018, Luca Banchi firmò un contratto fino a fine stagione con opzione, da parte del club, per un’ulteriore annata. L’allenatore italiano si era separato a metà gennaio dall’Auxilium Torino, che aveva condotto tra le migliori 16 dell’EuroCup. L’amministratore delegato Rolf Beyer e il direttore sportivo Ginas Rutkauskas si dissero soddisfatti dell’arrivo di quello che era il loro candidato ideale. Sotto la guida di Banchi, il Bamberg vinse 10 delle ultime 13 gare di Bundesliga e concluse la regular season al quarto posto, con il vantaggio del fattore campo nei quarti di finale playoff contro Bonn. Nella serie il Bamberg mostrò continuità e vinse nettamente per 3-0. Nelle semifinali la squadra sfidò il primo in classifica, il Bayern Monaco; ma dopo aver conquistato la vittoria solamente in gara-2, nella quarta sfida della serie, il Bamberg giocò un’ottima prima metà (52-38) e mantenne il vantaggio fino all’inizio dell’ultimo quarto, ma cedette nel finale per 83-79, venendo così eliminata. Dopo sette titoli negli otto anni precedenti, il Bamberg si arrese e chiuse così una stagione difficile, segnata dalla partenza di molti leader degli anni d’oro.

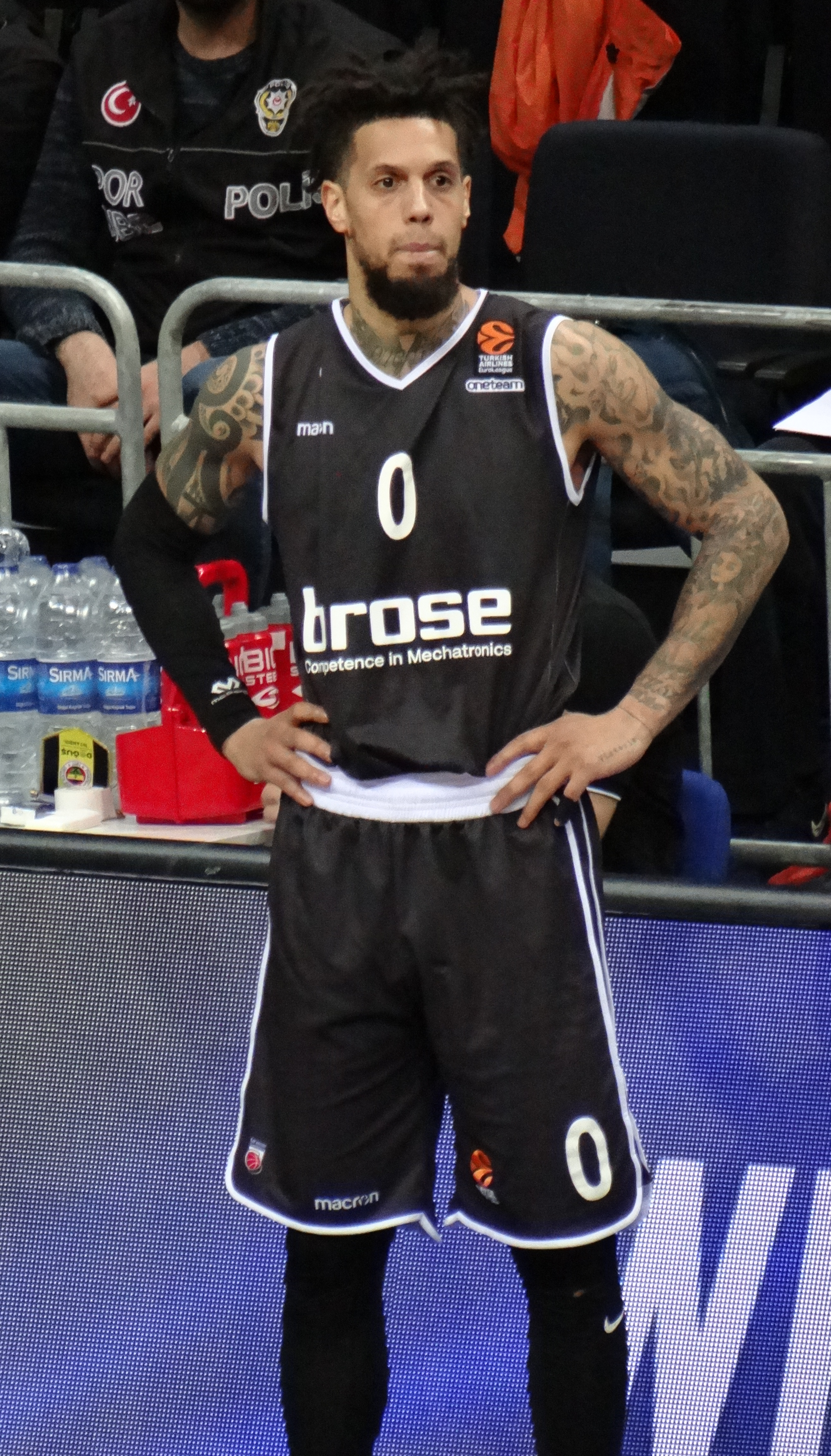
Daniel Hackett con la canotta del Brose Bamberg, in EuroLeague, nel 2018.

Dopo la sconfitta in semifinale e la mancata qualificazione per l'edizione successiva dell'Eurolega, il 5 giugno 2018, la dirigenza ha deciso di non rinnovare il contratto di Luca Banchi per la stagione successiva.

### Ristrutturazione societaria e stagione 2018-19
All’inizio di giugno 2018, Michael Stoschek – presidente del consiglio di sorveglianza della Bamberger Basketball GmbH e principale azionista di Brose – ammise che la stagione 2017/18 era stata deludente non solo sotto il profilo sportivo, ma anche economico, annunciando tagli di bilancio. L’obiettivo sarebbe stato quello di costruire una squadra con giovani motivati, seguendo il modello dell' Alba Berlino. Secondo Stoschek, la completa ristrutturazione avrebbe richiesto due o tre anni a causa di impegni contrattuali già in essere.
Per quanto riguarda le competizioni europee, Bamberg annunciò l’uscita dai tornei ULEB (EuroLeague ed EuroCup) – pur essendo qualificata per quest’ultima – e l’adesione alla Basketball Champions League organizzata dalla FIBA, con un accordo quinquennale condizionato alla qualificazione sportiva. La scelta era motivata dalla maggiore accessibilità della Champions League per una squadra giovane e con un budget ridotto.
A fine giugno, il lettone Ainars Bagatskis – ex allenatore di Maccabi Tel Aviv e della nazionale lettone – firmò un biennale per guidare la squadra, sostituendo Luca Banchi. L’assistente Ilias Kantzouris lasciò dopo quattro anni e fu rimpiazzato dall’argentino Marcelo Nicola, proveniente dal settore giovanile del Saski Baskonia. Inoltre la collaborazione con la squadra dei Baunach Young Pikes venne rafforzata per favorire la crescita di giovani talenti.
Nei giorni seguenti, il club annunciò la separazione da Dorell Wright e Dejan Musli mentre Aleksej Nikolić e il giovane Tibor Taraš esercitarono clausole di uscita. Anche Leon Radošević lasciò la squadra e passò al Bayern Monaco per 150.000 euro, motivando la scelta con il clima negativo all’interno della squadra e la retrocessione volontaria in Champions League. Daniel Hackett, leader della stagione precedente, sfruttò la clausola che gli consentiva di lasciare il club in assenza di partecipazione all’EuroLeague e firmò con il CSKA Mosca. Partirono anche Maodo Lô (Bayern) e Lucca Staiger (fine contratto), mentre il club rescisse con Luka Mitrović, a lungo infortunato.
Sul fronte arrivi, Bamberg prese il serbo Stevan Jelovac (BK Nižnij Novgorod), rientrò dal prestito Leon Kratzer e arrivò Cliff Alexander (ASVEL Lyon-Villeurbanne). Tyrese Rice, ex Maccabi Tel Aviv con cui aveva vinto la “Triple Crown”, completò il roster con un contratto annuale. Arnoldas Kulboka, scelto dai Charlotte Hornets al Draft NBA 2018, entrò stabilmente in prima squadra dopo la stagione in prestito a Capo d’Orlando.
Nel settembre 2018, fu annunciato che Arne Dirks sarebbe diventato nuovo amministratore delegato dal 1º gennaio 2019, succedendo a Rolf Beyer. Tuttavia, a novembre, Beyer fu sollevato immediatamente dall’incarico per “irregolarità finanziarie” e la società evitò il rischio di insolvenza solo grazie a ulteriori fondi di Brose e dello stesso Stoschek.
Il 13 gennaio 2019, la dirigenza esonerò Bagatskis e Nicola dopo un rendimento altalenante in Bundesliga, affidando la panchina al vice Federico Perego. A febbraio, anche il direttore sportivo Ginas Rutkauskas lasciò per divergenze sulla costruzione della squadra.
A marzo 2019, la Basketball-Bundesliga multò il Brose Bamberg di 40.000 euro per informazioni finanziarie false e mancata trasparenza, con l’intenzione di rivalersi su Beyer.
Sul campo, sotto Perego, il Bamberg concluse la regular season al quinto posto e nei playoff si fermò ai quarti, sconfitto 3-1 dal neopromosso SC Rasta Vechta, quarto in classifica.

### Influenza belga
Dopo l’eliminazione nei playoff, Arne Dirks annunciò la definitiva ristrutturazione del club. Già il 4 giugno 2019 fu reso noto che il contratto di Ricky Hickman non sarebbe stato rinnovato e che gli accordi ancora in vigore con Augustine Rubit, Patrick Heckmann e Arnoldas Kulboka sarebbero stati risolti. Per le decisioni tecniche legate alla squadra, il belga Leo De Rycke fu nominato nuovo direttore sportivo, incaricato di guidare la nuova fase di ricostruzione.  L’esperienza di Federico Perego alla guida tecnica si concluse con il termine della stagione 2018/19, mentre il contratto con Nikos Zisis non venne rinnovato. Al suo posto fu ingaggiato come allenatore un connazionale di De Rycke, Roel Moors, portando così la direzione sportiva interamente in mani belghe.
Per la stagione 2019-20, il budget per la rosa fu ridotto del 30% rispetto all’anno precedente.  A causa della sospensione del campionato per la pandemia di COVID-19, all'inizio di aprile 2020 il Brose Bamberg ricorse alla Kurzarbeit (cassa integrazione), comportando un taglio salariale del 50%. In questo contesto, il capitano Elias Harris fu pubblicamente accusato dal presidente del consiglio di sorveglianza Michael Stoschek di non adempiere al proprio “ruolo di esempio”, essendo l’unico a rifiutare la riduzione dello stipendio. L’avvocato del giocatore replicò affermando che Harris era disposto “a rinunciare a parte del salario”, ma che ciò doveva avvenire “in modo equo”. La pubblica esposizione delle accuse da parte del club, secondo il legale, costituiva “una grave violazione del diritto alla privacy e del contratto di lavoro” del cestista.
A metà maggio 2020, il gruppo Brose annunciò l’intenzione di ritirarsi, a partire dal 30 giugno, come socio della Bamberger Basketball GmbH, pur restando principale sponsor e detentore del naming rights. Il sindaco di Bamberga, Andreas Starke, assunse la responsabilità di gestire il passaggio di proprietà. La settimana seguente, però, la situazione cambiò: Michael Stoschek comunicò che Brose sarebbe rimasto socio di maggioranza della Bamberger Basketball GmbH.
Nel maggio 2020, il club ufficializzò anche la fine della collaborazione con il Baunach Young Pikes, squadra di sviluppo giovanile, ritenendo questa scelta necessaria per mantenere il “percorso di consolidamento” intrapreso.
Al torneo conclusivo della Bundesliga, disputato a giugno 2020, Bamberg uscì nei quarti di finale contro l'Oldenburg, mentre al momento della sospensione del campionato 2019-20 si trovava al settimo posto in classifica. Poco dopo l’eliminazione, Roel Moors fu esonerato poiché, secondo la dirigenza, non si era vista la crescita auspicata sotto la sua guida.

### Anni recenti e addio Brose (2020-presente)
All’inizio di luglio 2020, il tecnico olandese Johan Roijakkers, proveniente dal Göttingen, fu presentato come nuovo capo allenatore, firmando un contratto triennale. Pochi giorni dopo, il club annunciò la separazione dal direttore generale Arne Dirks, motivandola con “ragioni personali”. A sostituirlo fu Philipp Galewski, che dal 2014 al 2018 aveva guidato la gestione del Medi Bayreuth.

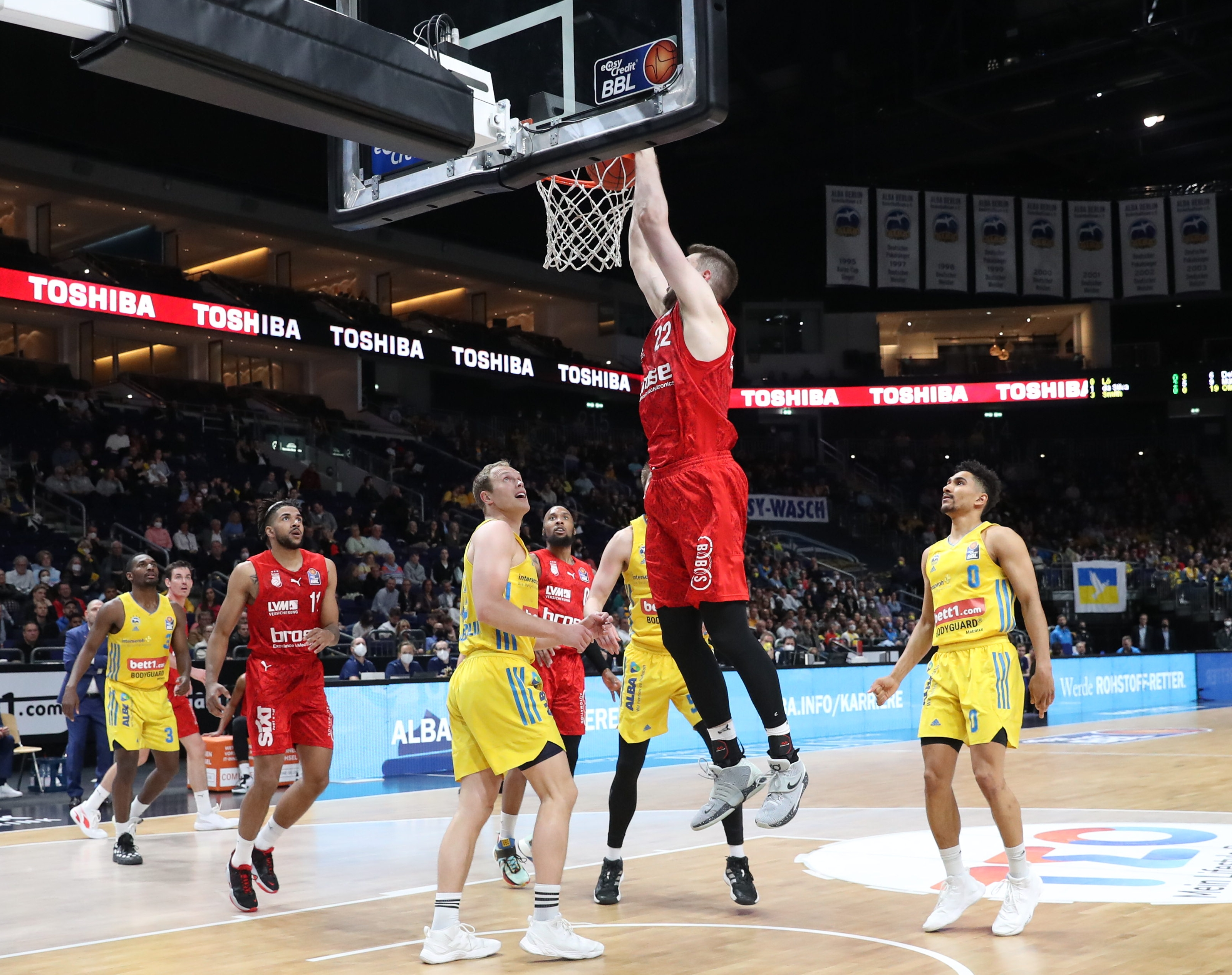
Azione di gioco tra ALBA Berlin e Brose Bamberg, nella Basketball-Bundesliga 2021-2022.

A fine luglio 2020 fu salutato anche il direttore sportivo Leo De Rycke, il cui contratto venne rescisso; la posizione non fu più ricoperta da nessuno. All’inizio di agosto 2020, Wolfgang Heyder fece ritorno a Bamberg assumendo la direzione del settore giovanile.  Sotto la guida di Roijakkers, Bamberg concluse la stagione regolare della Bundesliga all’ottavo posto, uscendo poi nei quarti di finale con 2-3 nella serie contro il primo classificato della regular season, il R. Ludwigsburg.
Roijakkers fu esonerato a fine novembre 2021 e il nuovo allenatore divenne l’israeliano Oren Amiel. Decisiva per la sua uscita fu la striscia negativa di quattro sconfitte nelle precedenti cinque partite sotto la sua guida. L’amministratore delegato Galewski lamentò i mancati progressi nella fase difensiva; complessivamente, nei 16 mesi di gestione del tecnico olandese, Bamberg ottenne 34 vittorie e 31 sconfitte in 65 incontri. Amiel, il cui contratto venne poi esteso fino al 2024, portò la squadra ai quarti di finale della Bundesliga 2021-22, dove peròsi rivelò impotente contro l'Alba Berlino, uscendo con tre sconfitte su tre partite. Alla fine del 2022, Norbert Sieben si dimise dalla carica di presidente del Brose Bamberg.
Nel gennaio 2023, Michael Stoschek annunciò il proprio ritiro dalla presidenza del consiglio di sorveglianza. Anche suo figlio Maximilian lasciò il consiglio. Questo rappresentò un ulteriore passo nel graduale disimpegno di Stoschek e dell’azienda Brose, dopo che era già stato reso noto che al termine della stagione 2022-23 la Brose avrebbe ceduto i diritti di denominazione della squadra e non sarebbe più stata (unica) azionista della società di gestione. Stoschek dichiarò di voler cedere tutte le quote per la cifra simbolica di un euro. L’azienda Brose, che assicurò la propria permanenza come sponsor principale dopo il cambio di proprietà, affermò di aver investito complessivamente circa 85 milioni di euro nel basket di Bamberg fino a gennaio 2023.

Il logo usato durante l'epoca della Brose Fahrzeugteile

Nell’estate 2023, la Brose Fahrzeugteile vendette le proprie quote della società di gestione al nuovo unico proprietario, il gruppo aziendale Schraner di Erlangen, attivo nei settori della tecnologia antincendio e dello sviluppo aziendale.
A fine giugno 2023 vennero annunciati il nuovo nome della squadra, Bamberg Baskets, in vigore dal 1º luglio 2023, e una nuova versione dello stemma, che mantenne come elemento centrale il pallone. Il cambio di denominazione era stato previsto in seguito al ritiro di Brose. La scelta del nome Bamberg Baskets fu motivata dalla volontà di evidenziare sia la città sia lo sport praticato. Michael Stoschek si era precedentemente riservato il diritto di decidere il nome qualora, entro quella data, non fosse stato trovato un nuovo sponsor principale. Una parte della tifoseria accolse negativamente la scelta, anche perché i tre nomi finalisti selezionati da un concorso pubblico, organizzato con la collaborazione di un’emittente radiofonica, non furono presi in considerazione.
Con il passaggio di proprietà al nuovo azionista unico, nell’autunno 2023 fu creata una nuova struttura societaria: il consiglio di sorveglianza venne abolito e sostituito da un consiglio consultivo. Ne fecero parte Herbert Grimmer, Jan Lerke, Karl-Heinz Schapfl, Uwe Seeberger e Volkmar Zapf; il nuovo organo si riunì per la prima volta prima dell’inizio della stagione 2023-24.
Il 10 gennaio 2024 l’allenatore Oren Amiel fu sollevato dall’incarico poiché il raggiungimento dei play-off della Bundesliga 2023-24 era a rischio. Il suo contratto, rinnovato a maggio 2023 per altre due stagioni, fu interrotto anticipatamente. Il viceallenatore Arne Woltmann fu promosso a capo allenatore ad interim, mentre per la stagione 2024-25 la panchina fu affidata ad Anton Gavel, ex giocatore di Bamberg e campione di Germania 2023 con Ulm da allenatore.
Nella stagione 2024-25 il Bamberg raggiunse la finale della BBL-Pokal 2025, venendo però sconfitta dal Mitteldeutscher BC di Weißenfels. Nella European North Basketball League, alla quale partecipò come primo club tedesco nella storia della competizione, arrivò fino ai quarti di finale. In Bundesliga 2024-25, la squadra concluse invece al 15º posto in classifica.
Il 17 giugno 2025 i Bamberger annunciarono un accordo con la BMA365 GmbH (parte della Schraner Unternehmensgruppe, azionista unico della società di gestione), che prevedeva, tra l’altro, la modifica del nome ufficiale della squadra in BMA365 Bamberg Baskets.

## Palmarès

### Titoli nazionali
- Campionato tedesco: 9

2004-05, 2006-07, 2009-10, 2010-11, 2011-12, 2012-13, 2014-15, 2015-16, 2016-17
- Coppa di Germania: 6

1992, 2010, 2011, 2012, 2017, 2018-19
- Supercoppa tedesca: 5

2007, 2010, 2011, 2012, 2015

## Palazzetto

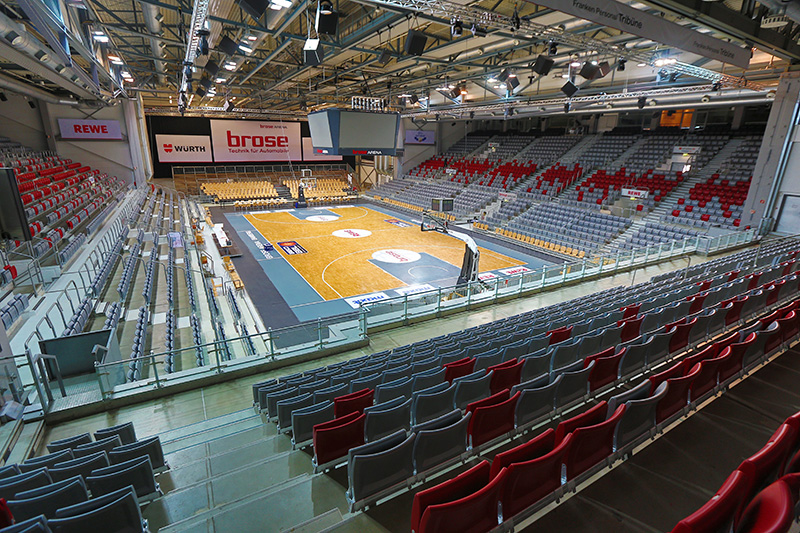
La Brose Arena vista dall'interno.

Dal 2001 il Brose Bamberg disputa le sue partite casalinghe alla Brose Arena, un impianto che ha subito diversi cambi di nome sin dalla sua costruzione.
Dopo i lavori di ristrutturazione del 2006, la capienza per le partite di basket è passata dagli originari 4.750 a 6.820 spettatori. In quell’occasione furono aggiunte anche un’ampia area corporate e nuovi palchi di lusso. Grazie a tale ampliamento, l’arena divenne sufficientemente grande per ospitare gare delle EuroLeague Basketball (la capienza minima prevista dal regolamento EuroLeague è di 5.000 posti a sedere).
Nel 2016, per rispettare le norme EuroLeague che vietano le aree in piedi, venne eliminata la sezione destinata ai tifosi in piedi, riducendo così la capienza a 6.150 posti. Prima che la Brose Arena raggiungesse i requisiti di capienza per l’EuroLeague, le partite casalinghe europee del Brose si disputavano alla Arena Nürnberger Versicherung di Norimberga, con 8.200 posti, situata a circa 63 km da Bamberga.
Prima della costruzione dell’attuale Brose Arena (in precedenza chiamata Forum Bamberg, Jako Arena e Stechert Arena), la squadra giocava alla John F. Kennedy Hall, situata nell’area della base militare statunitense a Bamberga, e successivamente alla Graf Stauffenberg Hall.

## Tifoseria
L’ampia base di tifosi del club, nonostante la città di Bamberg conti solo circa 76.000 abitanti, ha portato la località a guadagnarsi, negli ambienti cestistici, il soprannome di “Freak City”.
Il fan club ufficiale della squadra, Faszination Basketball Bamberg, conta quasi 1.000 membri, risultando il più grande fan club di basket della Basketball-Bundesliga.
Il Brose Baskets ricevono inoltre il sostegno organizzato di altri gruppi di tifosi, come i Freak City Frankenpower e i Sektion Südblock, oltre ad altre realtà di supporto.
I tifosi di Bamberg sono famosi per la loro devozione e il loro sostegno instancabile. Il tifo caloroso, accompagnato da tamburi, cori e da una banda di ottoni, crea una grande atmosfera nell’arena, soprannominata affettuosamente Frankenhölle (“Inferno francone”).

## Roster 2023-2024
Aggiornato al 14 dicembre 2023.
|    | Naz.                                                  | Ruolo | Sportivo         | Anno | Alt. | Peso |  |
| -- | ----------------------------------------------------- | ----- | ---------------- | ---- | ---- | ---- |  |
| 0  | Isole Vergini Americane (bandiera)                    | AP    | Justin Gray      | 1995 | 198  | 95   |  |
| 1  | Germania (bandiera)                                   | G     | Lukas Herzog     | 2001 | 186  | 78   |  |
| 2  | Stati Uniti (bandiera)                                | G     | Zach Copeland    | 1997 | 193  | 84   |  |
| 3  | Stati Uniti (bandiera)                                | PG    | Malik Johnson    | 1997 | 178  | 80   |  |
| 4  | Stati Uniti (bandiera)                                | AG    | Adrian Nelson    | 1999 | 203  | 102  |  |
| 6  | Germania (bandiera)                                   | G     | Gabriel Kuku     | 2001 | 190  | 85   |  |
| 9  | Germania (bandiera)                                   | G     | Karsten Tadda    | 1988 | 191  | 92   |  |
| 11 | Germania (bandiera)                                   | G     | Kevin Wohlrath   | 1995 | 197  | 92   |  |
| 21 | Bosnia ed Erzegovina (bandiera) · Germania (bandiera) | PG    | Abdulah Kameric  | 2000 | 192  | 86   |  |
| 22 | Stati Uniti (bandiera)                                | G     | Trey Woodbury    | 1999 | 193  | 91   |  |
| 33 | Germania (bandiera)                                   | AP    | Patrick Heckmann | 1992 | 198  | 100  |  |
| 35 | Stati Uniti (bandiera)                                | C     | E.J. Onu         | 1999 | 211  | 104  |  |
| 65 | Germania (bandiera)                                   | C     | Filip Stanić     | 1998 | 206  | 115  |  |

### Staff tecnico
| Ruolo                 | Nome               |
| --------------------- | ------------------ |
| Capo Allenatore       | Anton Gavel        |
| Assistente            | Arne Woltmann      |
| Preparatore atletico  | Marc Olmos         |
| Responsabile sviluppo | Stefan Weissenböck |
| Team Manager          | Enzo Neck          |
| Medico squadra        | Eike Schuster      |
| Medico squadra        | Andreas Först      |

## Cestisti

### Numeri ritirati
| Numeri ritirati Bamberger Basketball |                 |       |                     |                      |
| Num.                                 | Giocatore       | Ruolo | Stagione/i          | Giorno ritiro maglia |
| 5                                    | John Goldsberry | P     | 2008-2014           | 21 maggio 2014       |
| 23                                   | Casey Jacobsen  | AP    | 2006-2007 2009-2014 | 21 maggio 2014       |
| 6                                    | Nikos Zīsīs     | P     | 2015-2019           | 7 settembre 2019     |

### Cestisti celebri
- Daniel Theis
- Maik Zirbes
- Tibor Pleiß
- Steffen Hamann
- Ademola Okulaja
- Robert Garrett
- Tim Ohlbrecht
- Sven Schultze
- Holger Geschwindner
- Pekka Markkanen
- Ljubodrag Simonović
- Uvis Helmanis
- Henri Drell
- Gert Kullamäe
- Predrag Šuput
- Anton Gavel
- Boštjan Nachbar
- Jānis Strēlnieks
- Fabien Causeur
- Nikos Zisis
- Nicolò Melli
- Daniel Hackett
- Elton Brown
- Dan Dickau
- Chris Ensminger
- D'or Fischer
- Sharrod Ford
- John Goldsberry
- Walter Palmer
- Casey Jacobsen
- Brian Roberts
- P. J. Tucker
- Dorell Wright
- Darius Miller
- Marcus Slaughter
- Kyle Hines
- Brad Wanamaker
- Alex Renfroe
- Ricky Hickman
- Julius Jenkins
- Jason Sasser
- Demond Mallet
- Eldridge Recasner
- K'zell Wesson
- Dickey Simpkins

## Allenatori

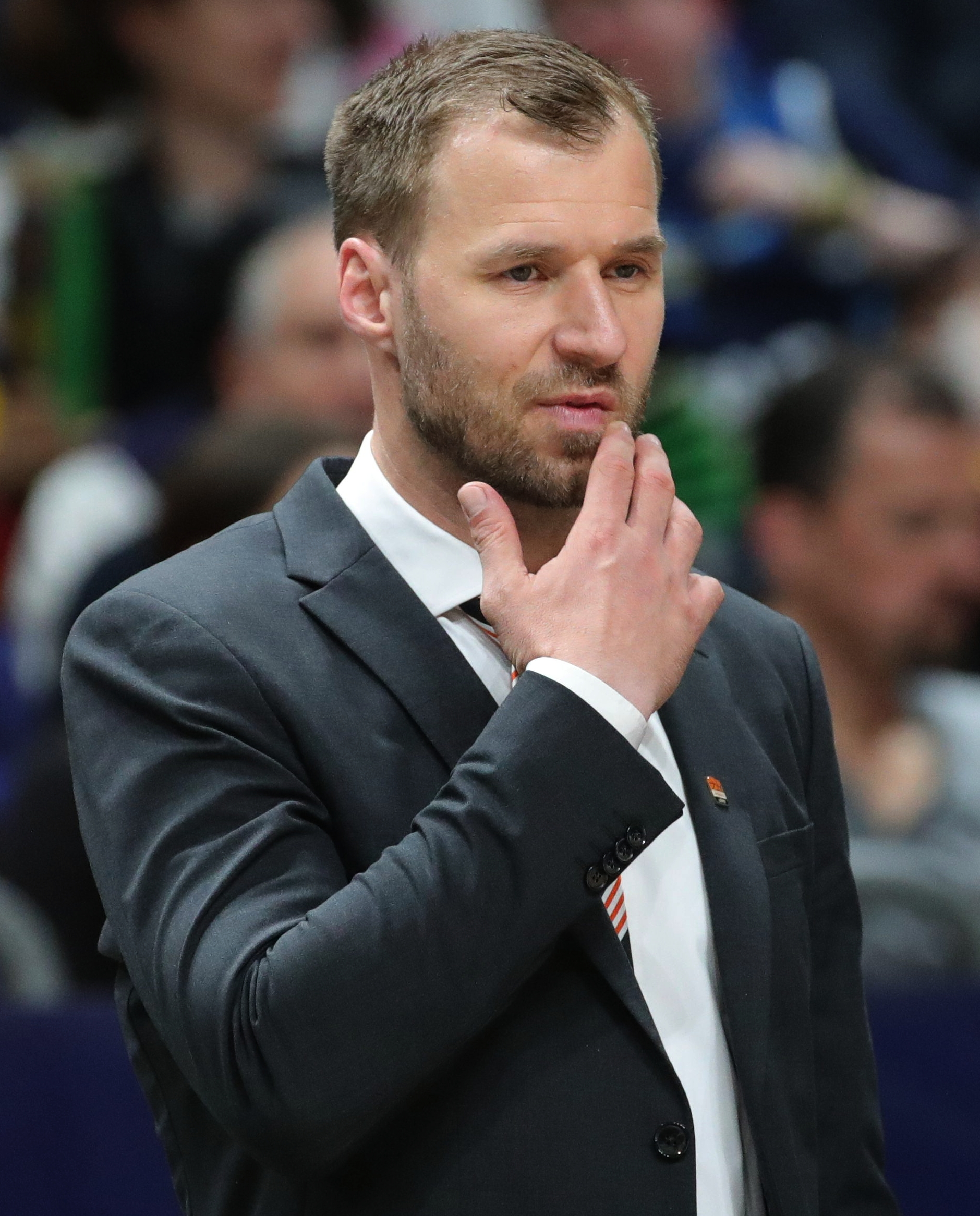
Anton Gavel, giocatore del Bamberg dal 2009 al 2014 ed allenatore della squadra dal settembre 2024.

| Nome                           | Periodo           |
| ------------------------------ | ----------------- |
| Robert Lewis                   | 1970 – 1972       |
| Ludovit Karpil                 | 1972 – 1974       |
| Rudi Lorber / Fritz Hofmann    | 1974 – 1975       |
| Miodrag Nikolic                | 1975 – 1977       |
| Hilar Gese                     | 1977              |
| Fritz Hofmann                  | 1977 – 1978       |
| Karel Baroch                   | 1978 – 1979       |
| Peter Müller / Werner Hartmann | 1979 – 1981       |
| Rudi Lorber                    | 1981 – 1982       |
| Ludovit Karpil                 | 1982 – 1983       |
| Hans Herbst                    | 1983              |
| Dirk Dunbar                    | 1983 – 1984       |
| Werner Hartmann                | 1984 – 1986       |
| Dan Palmer                     | 1986 – 1987       |
| Ljubodrag Simonović            | 1987 – 1988       |
| Terence Schofield              | 1988 – 1994       |
| Ken Scalabroni                 | 1994 – 1999       |
| Armin Andres                   | 1999 – 2001       |
| Zoran Slavnić                  | 2001              |
| Dirk Bauermann                 | 2001 – 2008       |
| Chris Fleming                  | 2008 – 2014       |
| Andrea Trinchieri              | 2014 – 02/2018    |
| Luca Banchi                    | 03/2018 – 06/2018 |
| Ainars Bagatskis               | 2018 – 01/2019    |
| Federico Perego                | 01/2019 – 06/2019 |
| Roel Moors                     | 2019 – 2020       |
| Johan Roijakkers               | 2020 – 11/2021    |
| Oren Amiel                     | 11/2021 – 02/2024 |
| Arne Woltmann (interim)        | 02/2024 – 07/2024 |
| Anton Gavel                    | dal 07/2024       |

## Settore giovanile

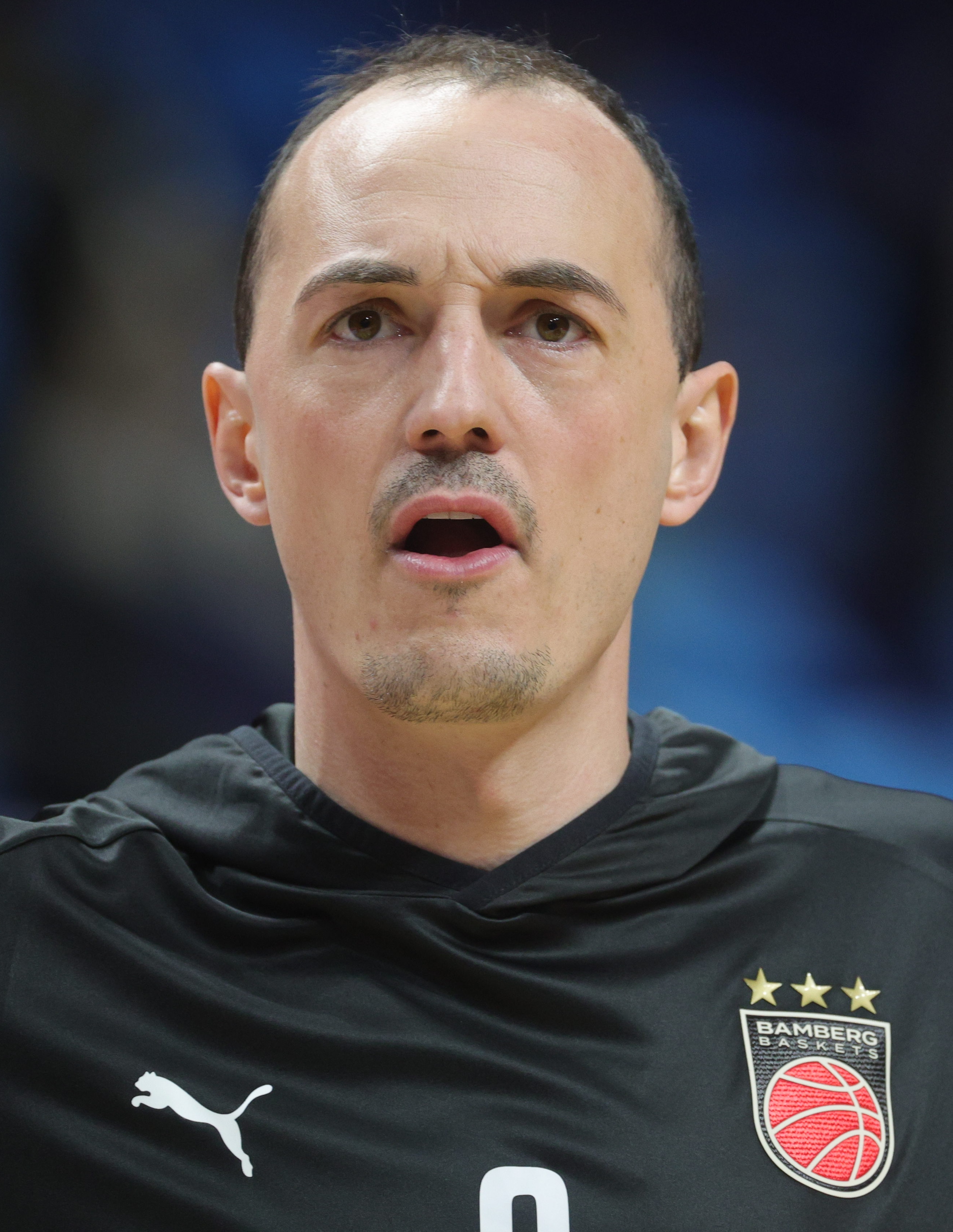
Karsten Tadda prodotto del settore giovanile del Bamberg.

Il Brose Baskets, insieme ai loro club partner, offrono ai giovani giocatori eccellenti opportunità di crescita. L’obiettivo è fornire un basket attraente e di alto livello per gli appassionati di sport e per i partner industriali, ampliare la base di praticanti e diventare ancora più competitivi ed efficienti ai massimi livelli.
Per questo motivo il Brose Baskets, insieme all’associazione registrata, gestiscono squadre giovanili Under-9, Under-10, Under-12, Under-14, Under-16 e Under-19, collaborando con Baunach, squadra militante nella terza serie tedesca, la ProB. Dalla stagione 2009-10 è attiva anche una squadra femminile Under-17 WNBL, il Team Oberfranken. Inoltre, dal 2012 un’altra squadra femminile, la DJK Brose Bamberg, disputa la 1ª Bundesliga tedesca con il sostegno dei Brose Baskets.
Squadre partner:
- Bike-Cafe Messingschlager Baunach (ProB)
- TSV Tröster Breitengüßbach (Regionalliga Sud-Est, NBBL, JBBL)
- Brose Baskets e. V. (WNBL)
- Regnitztal Baskets (2ª Regionalliga)
- TTL Bamberg (2ª Regionalliga, squadra professionistica Under-14)
- DJK Don Bosco Bamberg (squadra professionistica Under-13)
- BG Litzendorf
- SpVgg Roth
- SG Köln99ers e.V.
- Paderborn Baskets

Il Brose Baskets collabora inoltre con numerosi altri club nelle fasce Under-12 fino a Under-19, nell’ambito del progetto Junior Franken.
Molti giocatori del settore giovanile di Bamberg hanno fatto parte delle selezioni della nazionale tedesca maggiore e delle nazionali giovanili tedesche. Nella nazionale maschile della Germania hanno militato, tra gli altri, Karsten Tadda e Maik Zirbes. Numerosi giocatori di Bamberg hanno inoltre vestito la maglia delle selezioni Under-20, Under-18 e Under-16 tedesche, come Johannes Thiemann, Alexander Engel, Alina Hartmann, Dino Dizdarevic, Andreas Obst, Robert Zinn, Daniel Keppeler, Noah Kamdem, Leon Kratzer, Saskia Beringer e Anne-Katrin Landwehr.
Oltre all’attività sportiva professionistica, il Brose Baskets e i club partner raggiungono ogni anno circa 12.000 bambini e ragazzi attraverso numerosi progetti sportivi ricreativi. Tra questi figurano: AG Grundschule (programma per le scuole primarie), giornate promozionali di basket, un campionato scolastico, camp estivi di basket e la Kinder+Sport Basketball Academy.
Il 1º ottobre 2013 l’associazione Förderverein Basketball Bamberg e. V. ha cambiato nome in Brose Baskets e.V.. Lo scopo dell’associazione è sostenere il lavoro di sviluppo giovanile nel basket. A febbraio 2014 contava circa 300 membri.